# Instituto Nacional de Saúde Doutor Ricardo Jorge
O Instituto Nacional de Saúde Dr. Ricardo Jorge (INSA) é um organismo público integrado na administração indirecta do Estado, sob a tutela do Ministério da Saúde, com de autonomia científica, técnica, administrativa, financeira e património próprio.

## História
Foi fundado em 1899 pelo médico e humanista Ricardo Jorge, como braço laboratorial do sistema de saúde português, o INSA desenvolve missões como o laboratório do Estado no sector da saúde, laboratório nacional de referência e  o observatório nacional de saúde.

## Organização
O INSA dispõe de unidades operativas na sua sede em Lisboa, no Porto (Centro de Saúde Pública Doutor Gonçalves Ferreira) e em Águas de Moura (Centro de Estudos de Vectores e Doenças Infecciosas Doutor Francisco Cambournac).
O INSA está organizado, em termos técnico-científicos, em seis grandes departamentos:
1. Departamento da Alimentação e Nutrição;
2. Departamento de Doenças Infecciosas;
3. Departamento de Epidemiologia;
4. Departamento de Genética;
5. Departamento de Promoção da Saúde e Doenças Crónicas;
6. Departamento de Saúde Ambiental.

Dirigido por um Conselho Directivo, composto por Fernando de Almeida (Presidente), os recursos humanos do INSA ultrapassam actualmente as 600 pessoas, das quais mais de metade com formação universitária, incluindo 60 com o grau de doutor ou equivalente.

## Vigilância Clínica e Laboratorial da Gripe
Dentro do Departamento de Epidemiologia do Instituto Ricardo Jorge, através da colaboração da Rede Médicos-Sentinela com o Laboratório Nacional de Referência para o Vírus da Gripe e Outros Vírus Respiratórios, é realizada a vigilância epidemiológica da síndroma gripal.
A vigilância laboratorial estende-se de setembro a maio do ano seguinte. A vigilância clínica ocorre ao longo do ano, de forma semanal.
Todas as semanas, à quinta-feira, é elaborado um Boletim de Vigilância Epidemiológica, sendo disponibilizados online.

## Novo coronavírus (2019-nCoV)
As amostras biológicas colhidas em casos suspeitos de infeção pelo Novo coronavírus (2019-nCoV) são analisadas no Laboratório Nacional de Referência para o Vírus da Gripe (LNRVG), um laboratório de biossegurança de nível 3, localizado no Instituto Nacional de Saúde Ricardo Jorge.